# Anton Urspruch
Anton Urspruch (Francfort, 17 février 1850 – Francfort, 11 janvier 1907) est un compositeur et pédagogue allemand, appartenant à la fin de la période romantique allemande.

## Biographie
Urspruch est l'élève d'Ignaz Lachner et Joachim Raff à Francfort, et plus tard, l'un des élèves préférés de Franz Liszt à Weimar.
En 1878, dès son ouverture, il est l'un des premiers professeurs nommé au Conservatoire Hoch de Francfort, où il enseigne le piano et la composition et entretien d'amicales relations avec Clara Schumann et Johannes Brahms. Frederic Lamond fut un de ses élèves en composition. Après la mort du directeur du conservatoire, Joachim Raff en 1882, Urspruch est muté vers le nouveau Conservatoire Raff de Francfort, où il enseigne jusqu'à sa mort.
En 1883, Urspruch se marie avec Emmy Cranz, fille de l'éditeur de musique August Cranz.
En plus de son travail pédagogique, il produit une grande diversité de compositions pour le piano seul, la voix, de la musique chorale, de la musique de chambre et de grandes œuvres pour orchestre ainsi que deux opéras. Beaucoup de ses œuvres ont été jouées à Berlin, Hambourg, Cologne, Leipzig et à Francfort.
Dans ses dernières années de vie, Urspruch a participé à la rénovation du chant grégorien, et avait des contacts avec l'abbaye de Beuron et l'abbaye de Maria Laach, en Allemagne.
Connu de son temps, reconnu internationalement comme compositeur du dernier romantisme, Urspruch a été rapidement oublié après sa mort.

## Œuvres
- Der Sturm (opéra), d'après La Tempête, de William Shakespeare (Francfort, 1888)
- Das Unmöglichste von Allem, (opéra-comique), d'après El mayor imposible de Lope de Vega (Karlsruhe, 5 novembre 1897)
- Symphonie en mi bémol majeur, op. 14
- Concerto pour piano op. 9
- Quintette pour piano et cordes
- Trio avec piano
- Sonate pour violon
- Sonate pour violoncelle en ré majeur, op. 29
- Sonata quasi fantasia, pour piano 4 mains
- Danses allemandes, pour deux pianos

## Écrits
- Der gregorianische Chorale, Stuttgart/Munich, Roth 1901

## Discographie
Quelques-unes des œuvres d'Anton Urspruch sont disponibles : certains de ses lieder sont publiés par le label allemand OMD (opus 6, 8, 23 et 25), tandis que la Symphonie en mi bémol majeur et le Concerto pour piano sont enregistrés par le label CPO. La pianiste Ana-Marija Markovina enregistre l'intégrale de la musique pour piano pour le label Genuin (rééd. 3 CD Hänssler). Son opéra « Das unmoglichste von allem » a été enregistré en concert en 2012, sous la direction d'Israel Yinon (3CD Naxos 8.660333-35).